# Cefalopodische intelligentie
Cefalopodische intelligentie heeft een belangrijke vergelijkend aspect in ons begrip van intelligentie, omdat cefalopodische intelligentie berust op een centraal zenuwstelsel dat fundamenteel verschilt van dat van gewervelde dieren. De cefalopodische klasse van weekdieren, in het bijzonder de onderklasse der Coleoidea (zeekatten, pijlinktvissen en octopussen) worden beschouwd als de meest intelligente ongewervelde dieren en zijn een belangrijk voorbeeld van geavanceerde cognitieve evolutie bij dieren.

## Voetnoten
1. ↑  (en)  "Cephalopod intelligence" in The Encyclopedia of Astrobiology, Astronomy, and Spaceflight.